# O.R.k.
Gli O.R.k. sono un supergruppo internazionale di progressive, alternative e art rock.

## Storia
La band si è formata nel 2014 ed è composta dal bassista australiano Colin Edwin (ex-Porcupine Tree), dal batterista statunitense Pat Mastelotto (King Crimson) e dagli italiani LEF, all'anagrafe Lorenzo Esposito Fornasari (Transgender, Obake) alla voce e Carmelo Pipitone (Marta sui Tubi) alla chitarra.
Il gruppo ha pubblicato il suo primo singolo, JellyFish, nel gennaio 2015. Il 2 ottobre dello stesso anno è stato pubblicato in modo indipendente l'album di debutto Inflamed Rides. Per promuovere il lavoro, la band ha fatto circa trenta concerti in Europa e Sud America (Argentina, Cile e Messico).
Il secondo album, chiamato Soul of an Octopus, è stato pubblicato il 24 febbraio 2017 da "RareNoiseRecords". Il lavoro è stato promosso con un tour in Europa.
Il terzo lavoro della band, intitolato Ramagehead, è stato pubblicato il 22 febbraio 2019 dall'etichetta "Kscope". L'album vede la presenza alla voce del cantante dei System of a Down, Serj Tankian, nella canzone Black Blooms. Il gruppo ha iniziato il tour europeo a sostegno dell'album all'inizio del 2020 a cui sarebbe dovuto seguire un altro tour come band di supporto dei System of a Down che è stato poi cancellato a causa della pandemia di Covid.
Il 21 ottobre 2022 la band ha pubblicato il quarto album, Screamnasium, sempre per l'etichetta "Kscope". L'album ospita anche la cantante italiana Elisa nella canzone Consequence. La band ha iniziato il tour europeo per la promozione dell'album nell'aprile 2023.
La copertina degli ultimi due album è stata creata dal chitarrista dei Tool, Adam Jones.

## Formazione
- LEF – voce (2015–presente)
- Carmelo Pipitone – chitarra (2015–presente)
- Colin Edwin – basso (2015–presente)
- Pat Mastelotto – batteria (2015–oggi)

## Discografia

### Album in studio
- 2015 – Inflamed Rides (Hard World)
- 2017 – Soul of an Octopus (RareNoiseRecords)
- 2019 – Ramagehead (Kscope)
- 2022 – Screamnasium (Kscope)
- 2025 - Firehose of Falsehoods (Kscope)